# スパニッシュ・ヴァージン諸島
スパニッシュ・ヴァージン諸島（スパニッシュ・ヴァージンしょとう、Spanish Virgin Islands、パッセージ諸島、Passage Islands、プエルトリコ諸島、Puerto Rican Islandsなどとも呼ぶ）とはカリブ海のアメリカ領プエルトリコに属するビエケス島とクレブラ島からなる、プエルトリコ自治連邦区の一部の諸島の事である。
プエルトリコ島のすぐ東付近にあり、ヴァージン海峡を隔てて、アメリカ領ヴァージン諸島セント・トーマス島とセント・クロイ島からも、すぐ近くに位置する。主島のビエケス島とクレブラ島の2島と、付近のクレブリタ島（Culebrita）、パロミノス島（Isla Palominos）、カヨ・ルイス・ペーニャ島（Cayo Luis Peña）の小島やCayと呼ばれる無人の小島からなる。プエルトリコに属している為、ヴァージン諸島の一部としてレッテルを貼られる事は無いが、地理的にもアメリカ領ヴァージン諸島のセント・トーマス島とセント・クロイ島のすぐ近くにある事とアメリカ領ヴァージン諸島と区別する為に、プエルトリコの旅行者の文学では一般的にこれらの島々をスパニッシュ・ヴァージン諸島と呼ばれている。アメリカ領になる1898年以前はスペイン領であった事から、この名が付いているが、現在でもビエケス島、クレブラ島ではスペイン植民地時代の面影を色濃く残し、島民はスペイン語も幅広く話す。
ビエケス島は1941年から2003年までアメリカ海軍の重要な軍事練習地であった。クレブラ島は1909年に野生生物保護区に指定された。観光が盛んで、ヨットや帆、クルーズ船の停泊地ともなっている。